# Raphidascaroides
Raphidascaroides eine Gattung der Spulwürmer mit 15 Arten, die als Parasiten bei Fischen vorkommen.

## Merkmale
Raphidascaroides sind Ascaridoidea, deren Lippen deutlich länger als breit sind. Zwischenlippen sind vorhanden.

## Arten
Zur Gattung gehören folgende Arten:
- Raphidascaroides armatusi Gupta & Srivastava, 1985
- Raphidascaroides bengali Rajyalakshmi, 1995
- Raphidascaroides bishaii Khalil, 1961
- Raphidascaroides blochii Bilqees & Khanum, 1974
- Raphidascaroides brasiliensis Moravec & Thatcher, 1997
- Raphidascaroides diadonsis Thwaite, 1927
- Raphidascaroides diodonis (Thwaite, 1927)
- Raphidascaroides guttatus Rajyalakshmi & Lakshmi, 1994
- Raphidascaroides indicus Rajyalakshmi, 1995
- Raphidascaroides jagganathai Gupta & Srivastava, 1985
- Raphidascaroides myliobatum Yin & Zhang, 1983
- Raphidascaroides nipponensis Yamaguti, 1941
- Raphidascaroides siddiqii Gupta & Masoodi, 1987
- Raphidascaroides trachinocephalusi Rajya-Lakshmi, Hanumantha-Rao & Shyamasundari, 1985
- Raphidascaroides zygaenai Rajyalakshmi, 1995